# مارك ريدل (لاعب كرة قدم)
مارك ريدل (بالألمانية: Mark Redl)‏ هو لاعب كرة قدم ألماني في مركز حراسة المرمى، ولد في 6 يناير 1993 في Malsch ‏ في ألمانيا. لعب مع بوروسيا دورتموند ب وشتوتغارت كيكرز.

## وصلات خارجية
- مارك ريدل على موقع قاعدة بيانات كرة القدم.إي يو (الإنجليزية)
- مارك ريدل على موقع بيانات كرة القدم. دي إي (الألمانية)
- مارك ريدل على موقع Soccerway.com (الإنجليزية)